# Oryctes nasicornis
El escarabajo rinoceronte europeo (Oryctes nasicornis) es una especie de coleóptero escarabeido de la familia Dynastidae.

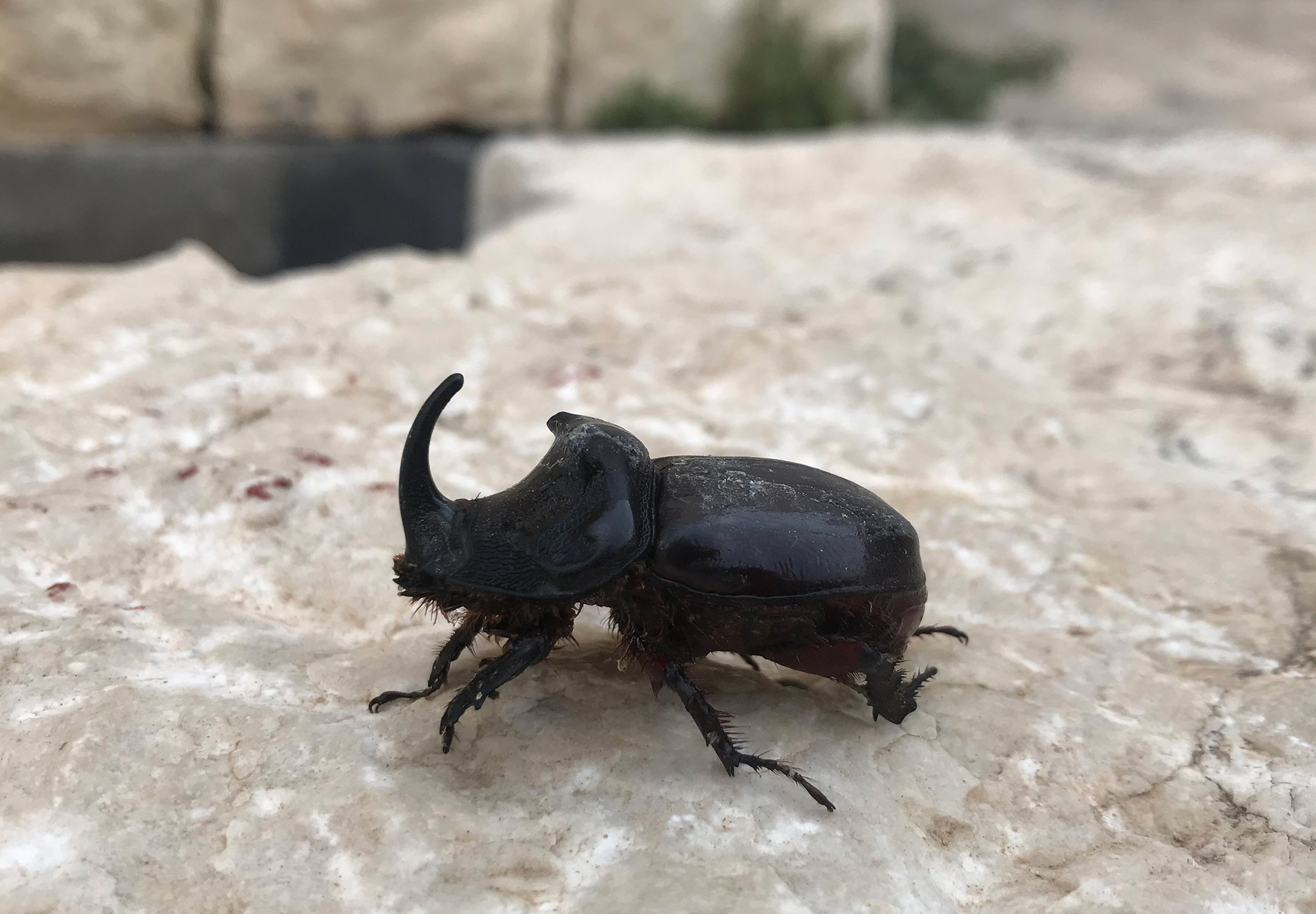
Ejemplar del escarabajo rinoceronte que vive en la península ibérica

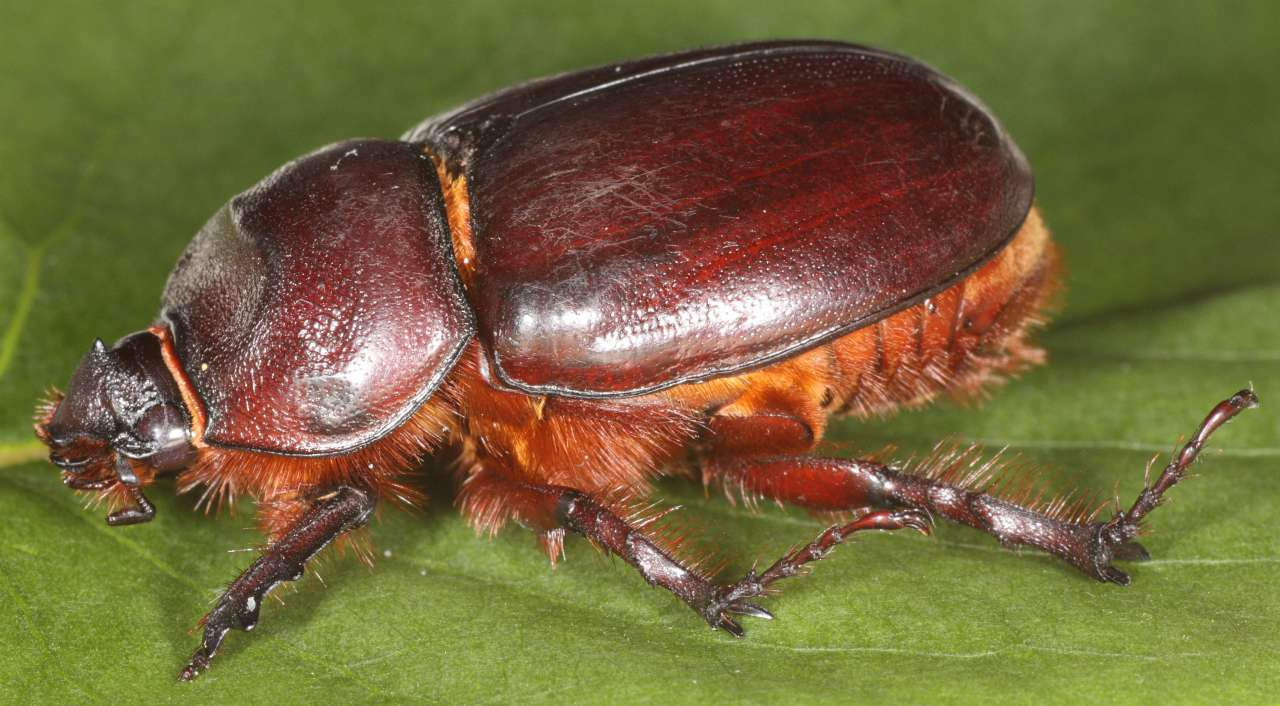
♀

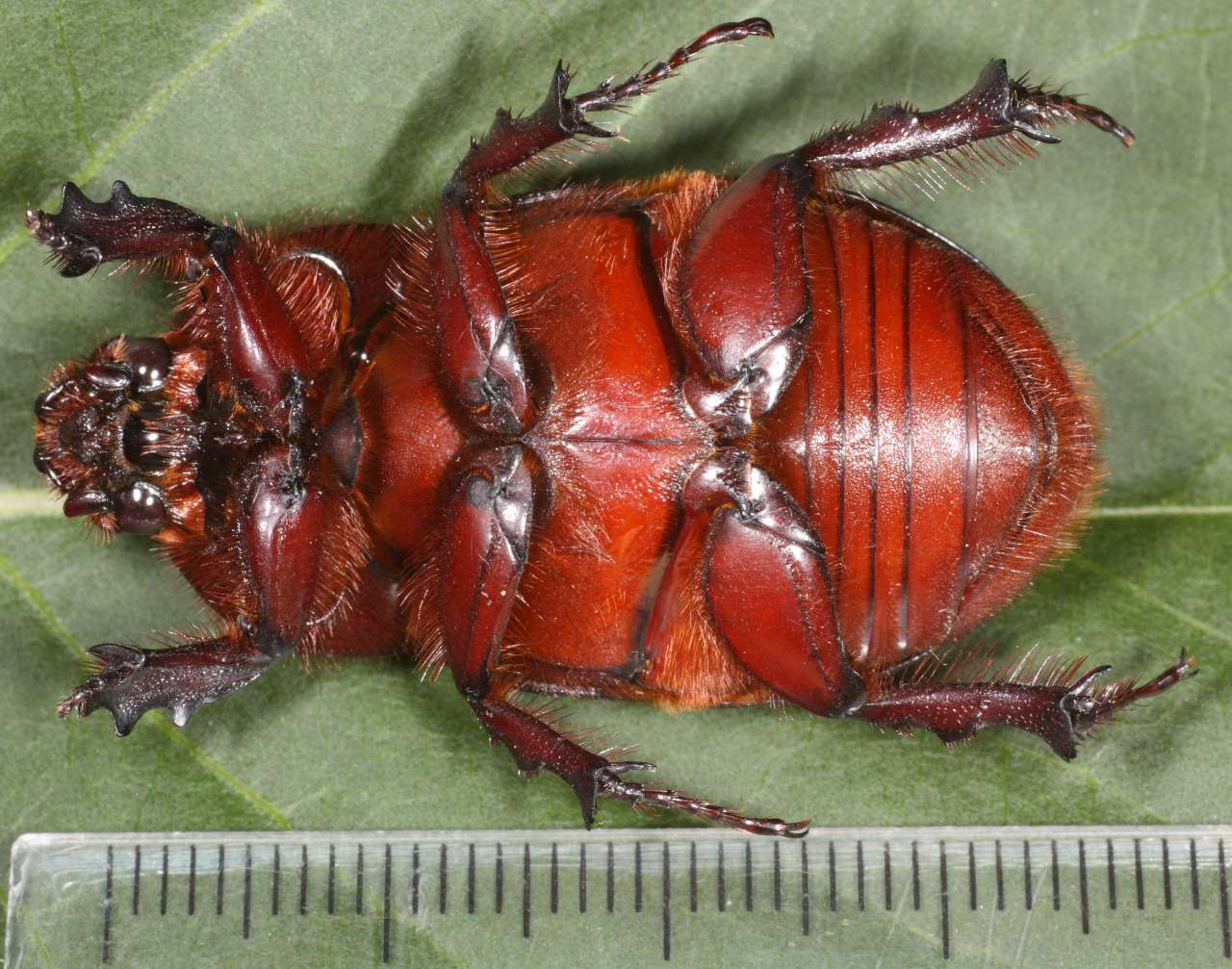

## Descripción
Son escarabajos rechonchos, con élitros muy convexos. Presentan un gran dimorfismo sexual. El pronoto de los machos presenta un amplio relieve superior transversal rematado por dos tubérculos romos, que se prolonga lateralmente, desde el que desciende en concavidad hasta la cabeza. Ésta es de tamaño menor y está rematada por un pronunciado cuerno clipeal incurvado hacia atrás que emerge entre la frente y la estructura bucal (también llamado cuerno). En las hembras el relieve pronotal está atenuado, sin tubérculos, y el cuerno clipeal queda reducido a un pequeño tubérculo apuntado. Las antenas son pequeñas, tienen diez artejos y los tres últimos están dispuestos en forma de láminas que cuando están agrupadas parecen una pequeña maza. Los bordes de élitros y pronoto aparecen casi negros y engrosados, y entre ambos élitros acompañados de sendas hileras punteadas. Los fémures de las patas y rebordes ventrales presentan una pilosidad marcadamente pelirroja, que con el tiempo se puede ir perdiendo. Los tegumentos son brillantes, de color pardo rojizo.
Su tamaño oscila entre 30 y 45 mm.

## Distribución
Su distribución es paleártica, encontrándose en Europa hasta el centro de la Península escandinava, Asia Central y Occidental y norte de África. Falta en las islas británicas.

## Biología
La larva del escarabajo rinoceronte, de tipo melolontiforme, se desarrolla de forma natural en la madera, especialmente en la madera en proceso de descomposición, por lo que es saproxilófaga, siendo indiferente en cuanto a la especie de árbol si bien no se localiza en las coníferas. Además, especialmente en los lugares más septentrionales de su distribución, las larvas se han localizado en montones de serrín de las serrerías, acúmulos de detritus vegetales y compost, manifestando una cierta sinantropía. Las larvas se desarrollan durante varios años y alcanzan un tamaño mayor que los escarabajos adultos. Éstos no necesitan alimentarse durante su corta vida, son renuentes a emprender el vuelo dado el alto coste energético del mismo y son de hábitos predominantemente nocturnos. Las larvas puede ser objeto de parasitismo por la avispa M. maculata. 

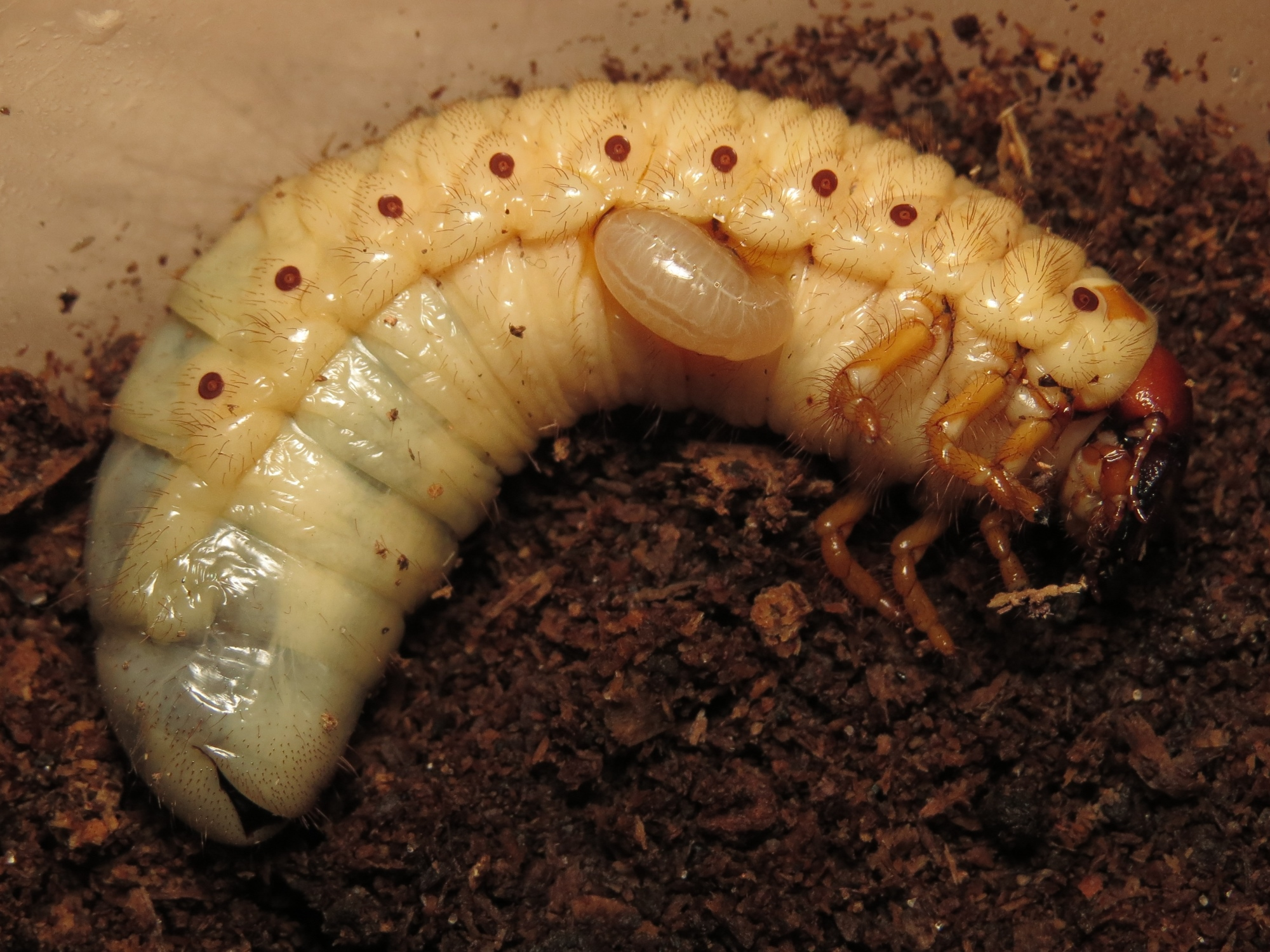
Larva de Megascolia maculata alimentándose de una larva de Oryctes nasicornis.

## Subespecies

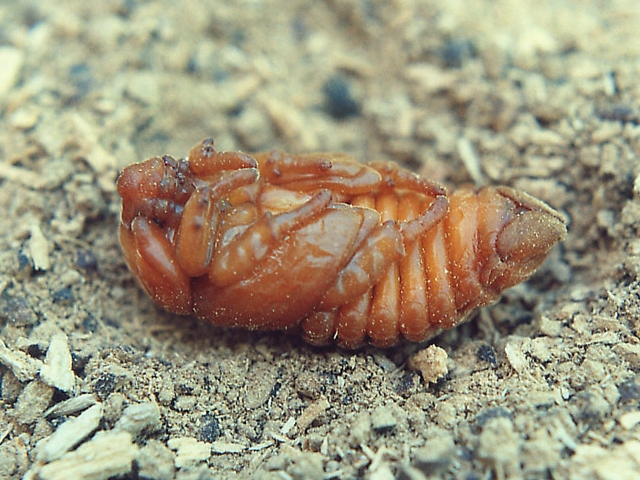
Pupa de Oryctes nasicornis

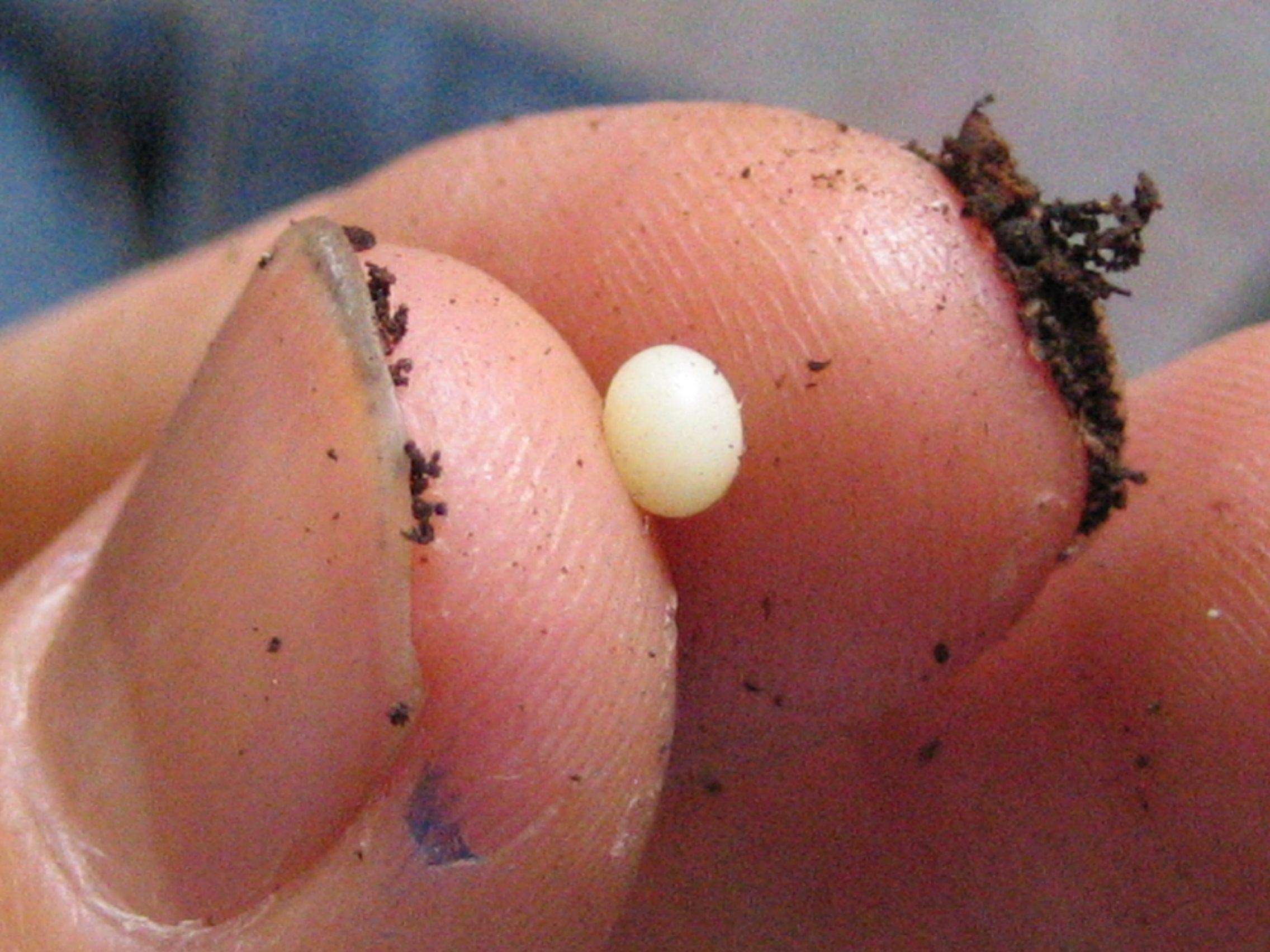
Huevo de Oryctes nasicornis

Se reconocen las siguientes subespecies:
- Oryctes nasicornis afghanistanicus Endrödi, 1938
- Oryctes nasicornis birmanicus Dechambre, 1980
- Oryctes nasicornis chersonensis Minck, 1915
- Oryctes nasicornis edithae Endrödi, 1938
- Oryctes nasicornis grypus Illiger, 1803
- Oryctes nasicornis hindenburgi Minck, 1915
- Oryctes nasicornis holdhausi Minck, 1914
- Oryctes nasicornis illigeri Minck, 1915
- Oryctes nasicornis kuntzeni Minck, 1914
- Oryctes nasicornis laevigatus Heer, 1841
- Oryctes nasicornis latipennis Motschulsky, 1845
- Oryctes nasicornis mariei Bourgin, 1949
- Oryctes nasicornis ondrejanus Minck, 1916
- Oryctes nasicornis polonicus Minck, 1916
- Oryctes nasicornis przevalskii Semenow & Medvedev, 1932
- Oryctes nasicornis punctipennis Motschulsky, 1860
- Oryctes nasicornis shiraticus Endrödi & Petrovitz, 1974
- Oryctes nasicornis transcaspicus Endrödi, 1938
- Oryctes nasicornis turkestanicus Minck, 1914